# Dziecko Marcelle Roulin
Dziecko Marcelle Roulin (hol. Portret van Marcelle Roulin, ang. The Baby Marcelle Roulin) – tytuł trzech obrazów olejnych namalowanych przez Vincenta van Gogha w grudniu 1888 podczas jego pobytu w miejscowości Arles:
1. Dziecko Marcelle Roulin[1], nr kat.: F 441, JH 1641, obecnie w zbiorach Muzeum Vincenta van Gogha w Amsterdamie;
2. Dziecko Marcelle Roulin[2], nr kat.: F 441a, JH 1640, obecnie w zbiorach Fondation Socindec, Vaduz, Liechtenstein (aktualnie w długoterminowym wypożyczeniu dla Fondation Pierre Gianadda w Martigny w Szwajcarii);
3. Dziecko Marcelle Roulin[3], nr kat.: F 440, JH 1639, obecnie w zbiorach National Gallery of Art w Waszyngtonie.

## Historia
Podczas swego pobytu w Arles Vincent van Gogh poznał Josepha-Étienne’a Roulina (1841–1903), naczelnika urzędu pocztowego przy przystanku kolejowym w Arles. Spotkał go prawdopodobnie w maju 1888, kiedy wysyłał swoje obrazy do brata Theo. Szybko się zaprzyjaźnili, a Roulin często zapraszał van Gogha do siebie na obiad. Van Gogh żywił głębokie i szczere uczucia do całej rodziny Roulinów; pozwoliło mu to dostrzec wiele szlachetnych i korzystnych cech w twarzach poszczególnych jej członków, których portrety zamierzał sporządzić.
Wśród kilkunastu portretów, przedstawiających poszczególnych członków rodziny Josepha i Augustine Roulin znalazła się też córeczka Marcelle, która była ich najmłodszym dzieckiem (ur. 31 lipca 1888 – zm. 22 lutego 1980) a zarazem tym, które spośród ich dzieci żyło najdłużej. W 1955 67-letnia Marcelle udzieliła obszernego wywiadu, w którym opisała wspomnienia swojej rodziny dotyczące Vincenta van Gogha ujawniając przy tym wiele szczegółów pominiętych przez biografów artysty. 
Van Gogh namalował trzy portrety Marcelle przedstawiające tylko jej główkę i piersi na tle jasnozielonej zasłony. Artysta uchwycił pełne powagi spojrzenie niemowlęcia i jego zachwycające, pulchne policzki i rączki.
Szwagierka Vincenta van Gogha Johanna w liście napisanym do niego w lipcu 1889 pytała: 

Czy Pan pamięta ten portret maleństwa Roulinów, które Pan wysłał do Theo? Wszyscy bardzo go podziwiają a wielu pytało: „ale dlaczego Pani umieściła ten portret z boku, w narożniku?” To dlatego, że właśnie z mojego miejsca przy stole widzę duże, niebieskie oczy, śliczne, małe rączki i okrągłe policzki tego dziecka i lubię sobie wyobrażać, że to nasze będzie również tak silne, tak zdrowe i tak piękne jak tamto – i że jego wujek pewnego dnia namaluje jego portret!.